# Kyril Bonfiglioli
Kyril Bonfiglioli (n. 29 de mayo de 1928 - f. 3 de marzo de 1985) fue el pseudónimo de Cyril Emmanuel George Bonfiglioli, comerciante de arte, editor de revistas y novelista cómico británico. El personaje más conocido de sus novelas, el aristócrata Mortdecai, ha ganado gran popularidad desde su muerte.

## Vida
Nació en Eastbourne , en la costa sur de Inglaterra, de padre italoesloveno, Emmanuel Bonfiglioli, y madre inglesa, Dorothy Pallett. Su madre y su hermano murieron en un bombardeo aéreo cuando él tenía 14 años. Tras servir en el ejército británico de 1947 a 1954 y enviudar, solicitó ingreso en el Balliol College de Oxford, donde se graduó. Tras divorciarse de su segunda esposa, vivió en Silverdale , Lancashire , y posteriormente en Jersey e Irlanda. Junto con Keith Roberts, editó la revista Science Fantasy entre 1964 y 1966, y su sucesora, Impulse, en sus primeros números en 1966, antes de ceder la dirección a Harry Harrison . Falleció en Jersey de cirrosis en 1985, tras haber tenido cinco hijos.
Se describió a sí mismo como "un esgrimista consumado, un tirador justo con la mayoría de las armas y un casado en serie con hermosas mujeres... abstemio en todo excepto en la bebida, la comida, el tabaco y las conversaciones... y amado y respetado por todos los que lo conocían mínimamente".

## Mortdecai
Escribió cuatro libros sobre Charlie Mortdecai, tres de los cuales se publicaron en vida y uno póstumamente, completado por el escritor satírico y parodista Craig Brown. Mortdecai es un antihéroe y comerciante de arte. Su personaje se asemeja al Bertie Wooster creado por P. G. Wodehouse, pero amoral y con ocasionales tendencias psicópatas. La trilogía de cómic y suspenso sobre Mortdecai recibió elogios de la crítica en los años setenta y principios de los ochenta. La sátira mordaz y el humor negro de los libros recibieron reseñas favorables de The New Yorker y otras publicaciones. Los libros aún se imprimen y se han traducido a varios idiomas. En el año 2015 el primer libro de la trilogía fue adaptado como película, con el título Mortdecai, dirigida por David Koepp y protagonizada por Johnny Depp, Gwyneth Paltrow y Ewan McGregor.

### Trilogía de Mortdecai
- 1972 - Don't Point That Thing At Me. Publicado en español como "No me apuntes con eso". Galardonada con el "CWA New Blood Dagger" en 1973 a la mejor novela policial escrita por un escritor inédito.
- 1976 - Something Nasty in the Woodshed
- 1979 - After You with the Pistol. Publicado en español como "Detrás con un revólver".

### Otras obras
- 1978 - All the Tea in China. Publicado en español como "Todo el té en China". Precuela inspirada en uno de los ancestros de Mortdecai.
- 1999 - The Great Mortdecai Moustache Mystery. Novela completada por Craig Brown.